# 葉顒 (宋朝)
葉顒（1100年—1167年），字子昂，仙游人，宋代官員。

## 生平
葉顗之弟，绍兴二年（1132年）进士，授广州南海县主簿。後知绍兴府上虞县。召入京擔任尚书郎，真除右司。曾引薦汪应辰、王十朋、陈良翰、周操、芮晔、林光朝等名士。乾道三年（1167年）冬天，提举太平兴国宫。晚年以观文殿学士退休，無疾而終。

## 身后
謚正簡。

## 家族
與七子皆進士，有“一門八進士”之譽。 

## 延伸阅读
[在维基数据编辑]
 《宋史·卷384》，出自脱脱《宋史》